# みなみ魚沼農業協同組合
みなみ魚沼農業協同組合（みなみうおぬまのうぎょうきょうどうくみあい）は、新潟県南魚沼市に本店を置く農業協同組合。通称はみなみ魚沼農協、愛称はJAみなみ魚沼。

## 概要
2019年3月1日に、旧魚沼みなみ農業協同組合と旧しおざわ農業協同組合が合併して発足した。

## 沿革

### 旧・魚沼みなみ農業協同組合
- 2000年（平成12年）- 3月、JA六日町・JA新潟大和町が合併し「JA魚沼みなみ」が発足合併。
- 2002年（平成14年）- 6月、 デイサービスセンター「ほなみの里」をオープン。
- 2003年（平成15年）- 1月、「ほなみの里」内に「居宅介護支援事業所」を開設。
  - 5月、 八色しいたけパックセンター稼働を開始。
  - 7月、 西瓜自動選果機稼働開始。
- 2006年（平成18年）- 10月、もち加工施設が竣工。
- 2007年（平成19年）- 3月、ラック式米低温倉庫が竣工。
- 2011年（平成23年）- 12月、葬祭セレモニーホール「虹のホールみなみ」をオープン。
- 2012年（平成24年）- 4月6日、南魚沼・八海山の天然水を商品化『南魚沼のおいしい湧き水』を発売 [1]。
- 2018年（平成30年）- 8月8日、プリンスホテルが名峰・八海山の湧き水を使用したスキンケア商品を開発[2]。
  - 同年10月17日、かねてより合併にむけ協議していたしおざわ農業協同組合との合併予備契約に調印し、合併後の名称は「みなみ魚沼農業協同組合」、本店は現魚沼みなみ農業協同組合の本店に置かれることが発表された[3]。

### 旧・しおざわ農業協同組合
- 1965年（昭和40年） - 7月、4農協合併により塩沢町農協が発足。
- 2004年（平成16年） - 4月、JAしおざわ、JA湯沢町合併。

### 合併以降
- 2019年3月1日、JAしおざわとJA魚沼みなみが合併して新「JAみなみ魚沼」が発足[4]。本店は旧JA魚沼みなみの本店に置く。初代代表理事組合長は旧JA魚沼みなみ代表理事組合長の小倉一男が就任し、金融機関コードも旧魚沼みなみのものを引き継いだ[5]。
  - 3月4日、週刊ダイヤモンド第4回「JA総合ランキング」で首位に輝く（自己改革工程表などが評価される）[6]。

## 支店
| 店舗コード | 店舗名     | 所在地                             | 旧所属               |
| ---------- | ---------- | ---------------------------------- | -------------------- |
| 001        | 本店       | 新潟県南魚沼市美佐島1834-1         | 旧魚沼みなみ農協店舗 |
| 002        | 六日町支店 | 新潟県南魚沼市六日町185-1          | 旧魚沼みなみ農協店舗 |
| 003        | 五十沢支店 | 新潟県南魚沼市宮330                | 旧魚沼みなみ農協店舗 |
| 004        | 城内支店   | 新潟県南魚沼市上原117-1            | 旧魚沼みなみ農協店舗 |
| 005        | 大巻支店   | 新潟県南魚沼市寺尾264-2            | 旧魚沼みなみ農協店舗 |
| 007        | 浦佐支店   | 新潟県南魚沼市浦佐2467             | 旧魚沼みなみ農協店舗 |
| 008        | 薮神支店   | 新潟県南魚沼市一村尾1572-1         | 旧魚沼みなみ農協店舗 |
| 009        | 大崎支店   | 新潟県南魚沼市大崎273-1            | 旧魚沼みなみ農協店舗 |
| 010        | 東支店     | 新潟県南魚沼市茗荷沢520-2          | 旧魚沼みなみ農協店舗 |
| 011        | 石打支店   | 新潟県南魚沼市関59‐5               | 旧しおざわ農協支所   |
| 012        | 塩沢支店   | 新潟県南魚沼市塩沢7‐1              | 旧しおざわ農協支所   |
| 013        | 中之島支店 | 新潟県南魚沼市中子新田甲217        | 旧しおざわ農協支所   |
| 014        | 上田支店   | 新潟県南魚沼市長崎329              | 旧しおざわ農協支所   |
| 015        | 湯沢支店   | 新潟県南魚沼郡湯沢町大字神立1532‐1 | 旧しおざわ農協支所   |

店舗・ATMのご案内 > JAみなみ魚沼 本店

## 事業所
- 本店（〒949-6608 南魚沼市美佐島1834-1）
- しおざわ基幹センター／しおざわ営農センター（〒949-6408　南魚沼市塩沢7-1）
- 大和営農センター（〒949-7302 南魚沼市浦佐5130-1）
- アグリセンターゆざわ（〒949-6102 南魚沼郡湯沢町大字神立1532-1）
- アグリセンターしおざわ（〒949-6408　南魚沼市塩沢7-1）
- アグリセンター大和（〒949-7302　南魚沼市浦佐5148-1）
- アグリセンター六日町 （〒949-6608 南魚沼市美佐島1834-1）
- 特産センター（〒949-6773 南魚沼市津久野下新田15）
- 大和カントリー（〒949-7312 南魚沼市九日町4021-1）
- 大和第２カントリー（〒949-7312　南魚沼市九日町4416-1）
- 六日町カントリー（〒949-6773 南魚沼市津久野下新田17）
- ほなみの里（〒949-7137 南魚沼市上原53-1）
- なの里あいあい（〒949-7251 南魚沼市大崎1860-1）
- 車両センター（〒949-6608 南魚沼市美佐島1878）
- オートパル（〒949-6608 南魚沼市美佐島1835-1）
- 農機センター大和（〒949-7302 南魚沼市浦佐5130）
- 農機センター六日町（〒949-6608 南魚沼市美佐島1859）
- しおざわ精米センター（〒949-6435　南魚沼市目来田68）
- 育苗センター（〒949-6416　南魚沼市大木六253）
- しおざわカントリー（〒949-6416　南魚沼市大木六727-1）
- 種菌センター（〒949-6416　南魚沼市大木六596-7）
- 農産物集荷所（〒949-6416　南魚沼市大木六596-9）
- 農機センターしおざわ（〒949-6435　南魚沼市目来田137）
- 車両センターしおざわ／オートパルしおざわ（〒949-6435　南魚沼市目来田137）
- 大木六自動ラック倉庫（〒949-6416　南魚沼市大木六字石亀271）

### 農産物直売所
- あぐりぱーく八色（〒949-7302 南魚沼市浦佐5147-1）
- 四季味わい館（〒949-6363　南魚沼市下一日市855）

### Aコープ
- 直営店（旧JAしおざわが運営）
  - Aコープしおざわ店（〒949-6408　南魚沼市塩沢3-2）
  - Aコープ上田店（〒949-6545　南魚沼市長崎329）
  - Aコープ湯沢店（〒949-6102　南魚沼郡湯沢町大字神立1532-1）
- 旧JA魚沼みなみが株式会社せいかつセンターに委託[7]
  - ファミリーマートAコープ城内店（〒949-7137　南魚沼市上原110－9）※ファミリーマートとの一体型店舗[7]
  - ファミリーマートAコープ麓店（〒949-7111　南魚沼市麓108番地4）
  - Aコープ大巻店
  - Aコープ五十沢店

（株式会社せいかつセンターはこのほかにファミリーマート田上川船河店（南蒲原郡田上町）、日本大学八海山セミナーハウスの施設管理業務も手掛ける）

### JA-SS
- 六日町スタンド（〒949-7145  南魚沼市四十日2819)
- 大和スタンド（〒949-7302　南魚沼市浦佐5131-1）
- 石打スタンド（〒949-6371　南魚沼市関969-3）

### 葬祭施設
- 葬祭センター 虹のホール「みなみ」（〒949-6608　南魚沼市美佐島1772）
- 葬祭センター 虹のホール「しおざわ」（〒949-6435　南魚沼市目来田68）